# موزه تاریخ طبیعی

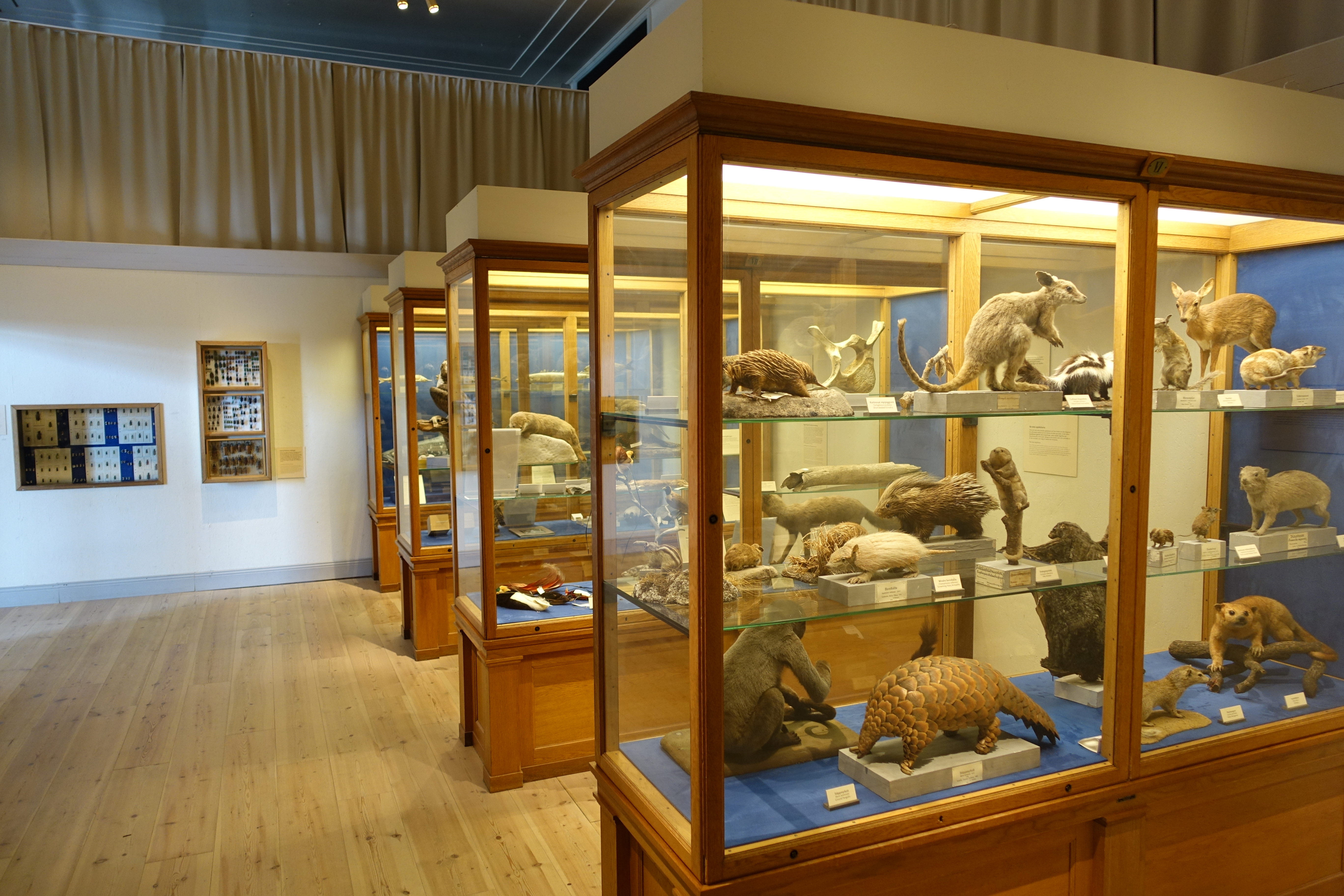
ویترین‌های موزه تاریخ طبیعی سوئد

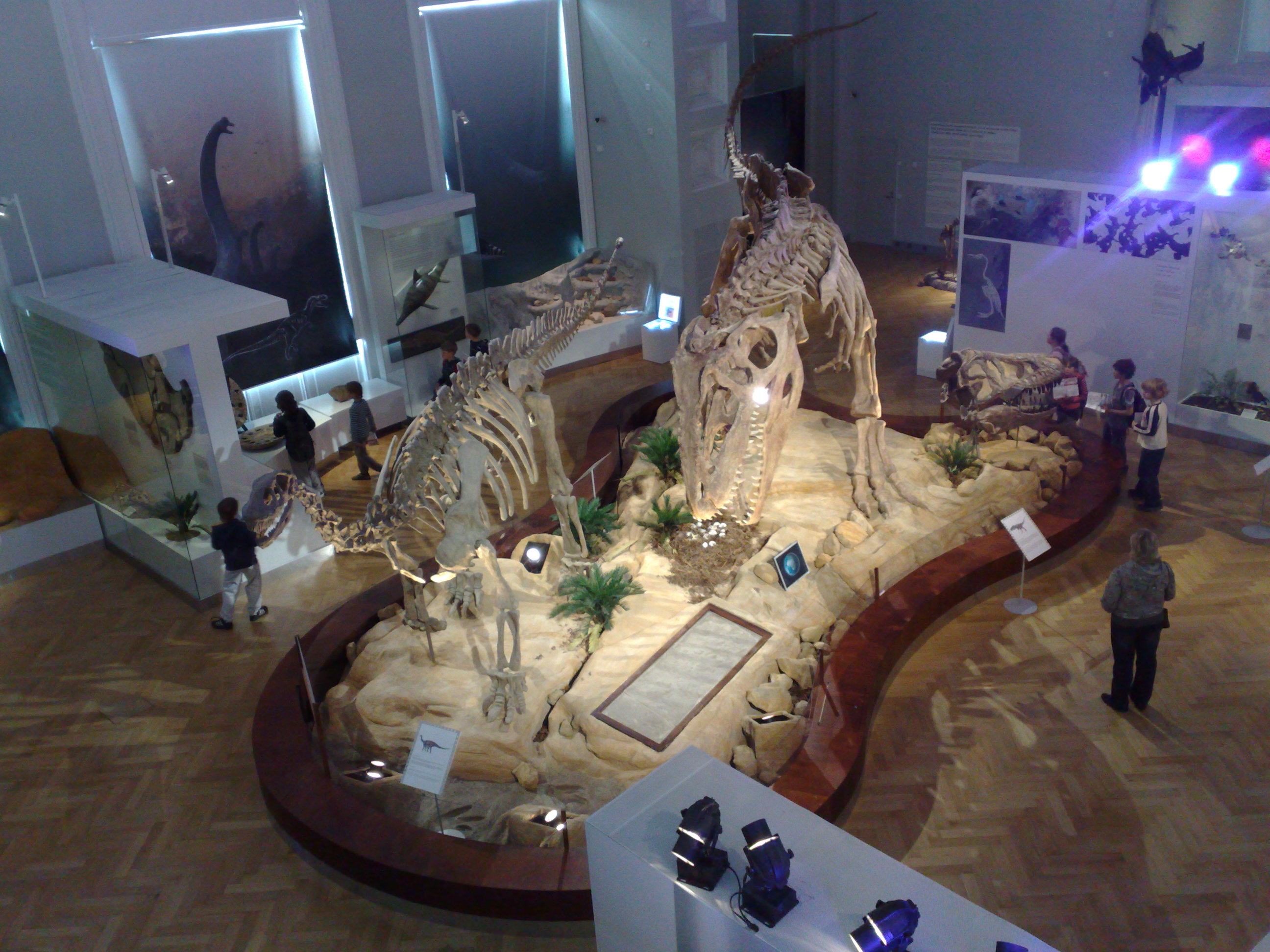
اسکلت‌های شونوزاروس (چپ) و گیگانوتوزاروس (راست) در موزه تاریخ طبیعی فنلاند در هلسینکی، فنلاند

موزه تاریخ طبیعی (به انگلیسی: Natural history museum) (یا museum of natural history)، یک مؤسسه علمی با مجموعه‌های تاریخ طبیعی است که شامل رکوردهای کنونی و تاریخی از جانوران، گیاهان، قارچ‌ها، بوم‌سازگان‌ها، زمین‌شناسی، دیرینه‌شناسی، اقلیم‌شناسی و غیره است.